# 3e régiment de tirailleurs sénégalais
Pour les articles homonymes, voir 3e régiment.
Le 3e régiment de tirailleurs sénégalais (3e RTS) est un régiment des troupes coloniales françaises, héritier du régiment colonial de Madagascar. Il sert de 1894 à 1911 à Madagascar, de 1912 à 1926 en Afrique-Occidentale française et de 1937 à 1958 (avec des interruptions) en Afrique française du Nord.

## Création et différentes dénominations
- Novembre 1894 : Création du régiment colonial de Madagascar à trois bataillons (haoussas, malgaches et de La Réunion)
- 7 mai 1900 : Transformé en 3e régiment de tirailleurs sénégalais[1]
- 1er février 1911 : Le 3e régiment de tirailleurs sénégalais donne naissance au 4e régiment de tirailleurs malgaches (dissous en juin[2])
- 1912 : Recréation du 3e régiment de tirailleurs sénégalais[1] avec des bataillons de Côte d'Ivoire, du Dahomey et du Togo
- 31 décembre 1926 : Dissout
- 1er juillet 1937 : Recréation du 3e régiment de tirailleurs sénégalais au Maroc par le Colonel Louis Bonne à Fès
- 15 novembre 1940 : Dissout
- 25 avril 1944 : Recréation du 3e régiment de tirailleurs sénégalais en Tunisie
- avril 1946 : Dissout
- 15 mai 1948 : Recréation du 3e régiment de tirailleurs sénégalais en Algérie[3]
- 30 novembre 1958 : Change d'appellation et devient 63e RIMa[4]

## Chefs de corps
- 10/02/1896 - Colonel Antoine Combes
- 1937 Colonel Louis Bonne

## Historique des garnisons, combats et batailles du3eRTS

### Avant 1937

#### Régiment de Madagascar
- 1895-1896 : Expédition de Madagascar

En juin 1896, le régiment colonial de Madagascar est réorganisé avec deux bataillons de tirailleurs africains. Il est renommé 3e régiment de tirailleurs sénégalais le 7 mai 1900.
Le 1er janvier ou 1er février 1911, le 3e RTS est renommé 4e régiment de tirailleurs malgaches,. Ce dernier est dissous six mois plus tard, le 12 juin.

#### En Afrique de l'Ouest
Le régiment est recréé en 1912 et sert au Dahomey et en Côte d'Ivoire.
- Groupe de l’Afrique occidentale - quartier général à Dakar
  - 3e régiment de tirailleurs sénégalais en Côte d’Ivoire

### De 1946 à 1958
Le régiment est recréé sous la forme d'un simple bataillon en 1946, élargi à un régiment en 1948. Il est engagé dans les opérations de quadrillage de la guerre d'Algérie à partir de 1955. En 1958, lors de la transformation des troupes coloniales en troupes de marine, il prend le nom de 63e régiment d'infanterie de marine.

## Personnages célèbres ayant servi au3eRTS
- Valentin Béhélo (1901-1987), compagnon de la Libération
- Louis Gautheron (1915-1988), compagnon de la Libération